# Сакалівка
Сака́лівка —  село в Україні, в Великосорочинській сільській громаді Миргородського району Полтавської області. Населення становить 74 осіб. Колишній орган місцевого самоврядування — Великообухівська сільська рада.

## Географія
Село Сакалівка знаходиться на лівому березі річки Псел, вище за течією на відстані 9 км розташоване село Лютенька, нижче за течією на відстані 2 км розташоване село Панасівка. Річка в цьому місці звивиста, утворює лимани, стариці та заболочені озера.

## Відомі уродженці
- Булах Михайло Прокопович (1938—1979) — український поет і журналіст.
- Лашко Василь Михайлович (нар. 1940) — український графік, кераміст.